# Pierre Chery
Pierre Chery (Parigi, 28 settembre 1927 – Aurillac, 18 novembre 2022) è stato un fumettista francese. Specializzato in fumetti umoristici per bambini, è particolarmente noto per la sua serie Ouen le Bûcheron e il suo western Jim et Heppy. La sua carriera è "cosparsa di piccoli capolavori", le sue sceneggiature sono fantasiose e rinnovano temi classici con nuove idee.

## Origini e ingresso nel mondo del fumetto

### Contesto sociale
Pierre Chéry nasce a Parigi il 28 settembre 1927. Proviene da un ambiente modesto, con una casalinga e un padre che lavora come operaio e poi come artigiano. Da bambino leggeva molti fumetti, in particolare Cœurs Vaillants con le storie di Tintin e Capitaine Pat' foll et Jim Boum di Marijac.
Pierre Chéry ha studiato pubblicità, che lo ha portato a studiare design pratico e industriale. Quando ha lasciato la scuola nel 1945, ha lavorato per un po' in un'agenzia pubblicitaria, ha fatto il servizio militare e poi ha lavorato alla realizzazione di piccoli pannelli pubblicitari da mettere sotto vetro. Dopo questa esperienza, che a Pierre Chéry non piacque molto, lavorò per sette anni e mezzo per un'azienda di incisioni industriali che aveva bisogno di un disegnatore.

### L'ingresso nel mondo dei fumetti
L'ingresso di Pierre Chéry nel mondo del fumetto è avvenuto un po' per caso, perché non aveva idea che fare il disegnatore di fumetti potesse essere un lavoro. In realtà, sua moglie mostrò i disegni del marito alla moglie del suo capo architetto. Fu allora che capì che sarebbe stato possibile guadagnarsi da vivere con i fumetti e mise insieme un dossier. Pierre Chéry crea la sua prima storia e si mette alla ricerca di un editore. Bussò alla porta della casa editrice Vaillant, che è un giornale di fumetti ma anche una casa editrice controllata dal Partito Comunista Francese. Gli editori gli chiedono di scrivere una sceneggiatura, che viene accettata, e poi una storia.
A seguito di un'incomprensione tra l'autore e Vaillant sulla remunerazione della storia, Chéry non rinnovò l'esperimento con loro. Chéry presenta una domanda a Cœurs Vaillants, che lo contatta poco dopo e gli propone di assumerlo in prova per alcuni mesi. Nel 1957 firmò il suo primo contratto con Cœurs Vaillants, con cui mantenne un buon rapporto per oltre vent'anni, nonostante fosse ateo. Pierre Chéry inizia a lavorare presso Cœurs Vaillants disegnando illustrazioni per giochi e testi come Brisk. L'ascesa di Chéry è iniziata quando l'illustratore Maurice Cuvillier ha smesso di lavorare. L'Union des Œuvres Catholiques de France gli chiese allora di riprendere i personaggi di Cuvillier, tra cui Sylvain et Sylvette, che aveva smesso di disegnare a causa di una malattia. Pierre Chéry produce l'album Le Cirque en danger.

### Ispirazioni e influenze
L'opera di Chéry è stata ispirata e influenzata da film western come Lucky Luke, i cui riferimenti si trovano in tutto il suo lavoro. È stato persino accusato di essersi ispirato troppo a Lucky Lucke, al punto da copiare Morris. Inoltre, i suoi personaggi, i gemelli Chuck e Joe, sono paragonabili ai Dalton per il modo in cui litigano su chi sia più stupido.

## La carriera

### Tecniche e stile di disegno
Pierre Chéry non si definisce con uno stile di disegno particolare. Arriva persino a dire che i suoi personaggi mancano di carattere e che pensa di imitare altri illustratori. Tuttavia, è possibile riconoscere che la tecnica di disegno di Chéry è abbastanza simile a quella di Peyo. La qualità grafica del suo lavoro rimane notevole.

### Éditions Fleurus e i giornali Cœurs Vaillants e Fripounet
Negli anni Cinquanta, Fleurus, un gruppo editoriale cattolico, era responsabile di una serie di pubblicazioni di successo. Con l'aumento delle pagine, fu necessario assumere nuovo personale per mantenere le testate a fumetti. Chéry iniziò la sua carriera in queste edizioni. Il classico formato grande fu abbandonato nel 1957 a favore di un formato simile a quello degli altri settimanali dell'epoca. Pierre Chéry iniziò su tre settimanali: Cœurs Vaillants (che divenne J2 Jeunes nel 1963 e Formule 1 nel 1970), Fripounet et Marisette (che divenne Fripounet nel 1968) e Âmes vaillantes dal 1957. Si è fatto apprezzare per i suoi disegni umoristici, le varie illustrazioni e i racconti completi. Ha iniziato come "seguace", confermando le sue capacità e ricevendo un contratto per lavorare per Jim l'Astucieux. La sua tecnica di disegno si è evoluta e ha dato corpo ai suoi scenari coinvolgendosi realmente nelle sue serie. Non ha esitato ad accettare altre commissioni, in particolare per illustrazioni, animazioni di colonne e giochi e storie complete.
Pierre Chéry ha trascorso gran parte della sua carriera con la casa editrice Fleurus, e ha anche creato alcuni dei personaggi che hanno fatto il successo delle riviste. Nel 1977, Formule 1, ex J2 Jeunes, si trovò in difficoltà e abbandonò le pubblicazioni. Jim e Heppy non sopravvissero. E nemmeno Fripounet con lo zio Jo Tenderfoot.

### Jim e Heppy
Pierre Chéry, con lo sceneggiatore Guy Hempay, è alla base della serie Jim et Heppy, ambientata nel selvaggio West e popolata da "fuorilegge". Sono eroi che li mettono dietro le sbarre: Jim è un giustiziere frivolo, sempre con la sigaretta in bocca, che vaga per il West in cerca di torti da raddrizzare; fino al sesto episodio, L'oro di Shatertown (1962), non ha alcuna funzione ufficiale, ma dopo questo mostra il suo status di rappresentante della legge, è un personaggio indipendente e può essere in missione ufficiale come arrestare banditi per aiutare e difendere i suoi amici; La sua spalla, He CDAScV , è un imbranato, irascibile e incline a bere; è il tipico personaggio che aiuta la trama a funzionare.
Nel corso delle loro avventure, incontrano diversi tipi di persone, tra cui un banchiere miope che vuole davvero sfidare il West, e così via. Alcuni personaggi sono ricorrenti, come Little Pig, il loro nemico giurato. Inoltre, i personaggi secondari svolgono un ruolo importante nell'azione. La serie divenne gradualmente un successo. Pierre Chéry si sente a suo agio e quando Guy Hempay abbandona la sceneggiatura, Chéry si ritrova da solo a finire la prima storia. Gradualmente acquista fiducia e dimostra una grande immaginazione. Il suo tono umoristico sembra essere apprezzato dai lettori.
Jim et Heppy divenne presto un fumetto importante di Cœurs Vaillants e fu la striscia più longeva della rivista, con una durata quasi ininterrotta di 25 anni, tra il 1957 e il 1979. Fleurus mise in vendita tre album: il primo album Clarté sur Hoppa-city fu stampato in 300 copie, il secondo album La ville sans chevaux del 1961 fu limitato a 300 copie e il terzo Outlaws en péril fu anch'esso limitato a 300 copie. Questi tre album non hanno avuto una grande diffusione quando sono stati messi in vendita dall'editore.

### Altre opere pubblicate da Fleurus
Ha prodotto anche altre serie e fumetti, in particolare Sylvain et Sylvette insieme a Jean-Louis Pesch e Claude Dubois. Dal 1957 in poi, la serie fu un vero successo e fu ripresa dopo la morte del suo predecessore, Maurice Cuvillier. Esisteva in formato italiano, ma Éditions Fleurus ha lanciato una nuova collezione di album in formato tradizionale (formato alto e cartonato). Pierre Chéry ha prodotto tre album dopo una prova su uno dei titoli della collezione italiana. Sylvain et Sylvette è stato ristampato da Triomphe nel 2011 e nel 2012.
Pierre Chéry ha dedicato la maggior parte del suo tempo a Jim e Heppy in Cœurs Vaillants, ma ha anche lavorato alla creazione di Landry e Anicet quando J2 Jeunes ha cercato di modificare i suoi eroi dei fumetti oltre alla sua formula. Landry era uno scultore, Anicet una cuoca, e viaggiavano per le strade della Francia "medievale" offrendo i loro servizi di castello in castello. Dopo due episodi, gli eroi non soPierre Chéry pubblica sulla rivista Fripounet et Marisette (Fripounet dopo il 1969) e partecipa a Brisk, di cui è disegnatore insieme a Michel Joph, che scrive le sceneggiature. Disegna anche Les Sous-Marins rouge, una storia che avrà un seguito di tono realistico, Billy Bull, una quindicina di storie complete tra il 1971 e il 1973, e Oncle Jo Tenderfoot con Guy Hempay, dove disegna 40 storie tra il 1974 e il 1980.

### Fripounet
Pierre Chéry pubblica sulla rivista Fripounet et Marisette (Fripounet dopo il 1969) e partecipa a Brisk, di cui è disegnatore insieme a Michel Joph, che scrive le sceneggiature. Disegna anche Les Sous-Marins rouge, una storia che avrà un seguito di tono realistico, Billy Bull, che ha corso per quindici storie complete tra il 1971 e il 1973, e Oncle Jo Tenderfoot con Guy Hempay, dove disegna 40 storie tra il 1974 e il 1980.

### Francs-Jeux
Pierre Chéry contribuì anche al quindicinale Francs-Jeux. Questa rivista educativa fu lanciata nel 1946 dalla Ligue de l'Enseignement, dal Syndicat des instituteurs e dalle Coopératives scolaires. Quando Chéry entrò a far parte dell'équipe di Francs-Jeux, si riunì ai colleghi di Fleurus, in particolare André Joy, Jan-Loup e altri. Per Francs-Jeux, Chéry inventò Ouen le bûcheron, che contribuì al successo della rivista. La diffusione era assicurata dalla rete di insegnanti e cooperative scolastiche, per cui il giornale si diffuse facilmente. Il giornale durò fino al 1979, evolvendo verso un maggior numero di fumetti. Tuttavia, le vendite diminuirono, a causa della mancanza di motivazione da parte degli insegnanti e del deterioramento della stampa. Il declino era inevitabile e la sostituzione di Francs-Jeux con Virgule non ha impedito l'interruzione della pubblicazione.

### Ouen le bûcheron
La storia si svolge nel Medioevo. Pierre Chéry utilizza elementi magici tratti dai racconti medievali. Il personaggio, Ouen, si lancia in avventure per difendere o aiutare il "suo vicino". Ha un coraggio e una forza di volontà reali e possiede il potere di una "ascia incantata". Viene aiutato da Sarah, una strega che ha la capacità di annullare gli incantesimi e le maledizioni che possono colpire alcuni personaggi. La serie presenta anche una serie di personaggi favolosi, tra cui un uomo corpulento che sostiene che un mazzuolo lo richiama all'ordine ogni volta che bestemmia, un apprendista stregone pieno di risorse e così via. Grazie alle sue sceneggiature ben realizzate e ai disegni efficaci, l'eroe è diventato una figura importante di Francs-Jeux e poi di Virgule per circa vent'anni.
Chéry creò anche altri personaggi in questo giornale in tempi diversi, in particolare Tug, Romarin e Fran. Fran era un'avventura singola, Nazaire era una serie di gag pubblicate in quarta pagina e rimase in circolazione per molto tempo prima di essere sostituito da Le Sapeur Médard, in cui Chéry interpretò un pompiere pasticcione per circa vent'anni.

### Virgule
Francs-Jeux ha un nuovo titolo: Virgule. Inaugura una nuova formula con un formato più grande, la pubblicazione di nuovi personaggi e uno spazio per i contenuti editoriali. Il personaggio Ouen resiste grazie alla sua popolarità, e Chéry crea Sylvère la pépite en récits complets e Clodomir, oltre alle illustrazioni per alcuni giochi. Il tentativo di continuare il quindicinale Francs-Jeux come mensile portò a un crollo delle vendite, nonostante gli appelli ai lettori, i referendum e le nuove direzioni. Dopo cinque anni, Nathan rilevò la rivista e la pubblicazione cessò dopo quaranta numeri tra il settembre 1979 e il giugno 1983. C'era ancora Virgule, la nuova versione di Francs-Jeux, in cui lavorava, ma la testata scomparve nel 1983. Pierre Chéry si ritirò, poiché il suo tentativo di entrare nel Journal de Mickey come sceneggiatore non ebbe successo.

### Vaillant
Il primo racconto di Pierre Chéry pubblicato su Vaillant gli diede la possibilità di lavorare con Tabary, Coelho, Poïvet, ecc. molto prima di entrare a far parte dei Cœurs Vaillants. Aveva già uno stile quasi professionale per un primo tentativo, ed "è comprensibile che il caporedattore dell'epoca lo abbia accettato subito, avendo probabilmente intuito il potenziale di questo esordiente" . Per Vaillant scrisse una storia, "Rouc et Rou", su due giovani gemelli, un biondo di nome Rou e un rosso di nome Rouc, che erano in campeggio e che per caso scoprirono un sotterraneo in cui lavoravano dei falsari, e giocarono sulla loro somiglianza per aiutare ad arrestare i truffatori. La sceneggiatura è stata scritta dalla moglie Martine.

### L'Almanacco Achille Talon
Anche Pierre Chéry ha contribuito a questo almanacco, pubblicato da Dargaud alla fine del 1980. A Chéry fu chiesto da Jean-Marie Pélaprat, responsabile di questo almanacco, insieme ai colleghi di Fleurus Noël Gloesner e Robert Rigot, di illustrare alcuni testi. L'almanacco era lungo 400 pagine ed era illustrato in un modo che sembrava assomigliare allo stile di Greg. Il servizio rimane anonimo e Chéry raffigura Achille Talon senza firmare o accreditare i suoi disegni.

### Michey (Topolino)
Tra la fine degli anni '70 e l'inizio degli anni '80, Journal de Mickey voleva produrre fumetti innovativi utilizzando i personaggi Disney. Pierre Chéry si unì alla schiera di sceneggiatori provenienti da diversi settori, contattati dal team di gestione rappresentato da Patrice Valli e Pierre Nicolas. Chéry scrisse le sceneggiature di storie complete e successive, tra cui "Paperone e il formaggio preistorico", un fumetto di quattro pagine pubblicato nel 1982, e "Topolino e il drakkar", una storia di 45 pagine in cui Pierre Chéry lavorò insieme a Michel Motti per la sceneggiatura e Claude Marin per i disegni

## Riedizione e riconoscimenti
Nell'intervista rilasciata alla rivista Hop!.4, il giornalista ha chiesto a Pierre Chéry di guardare indietro alla sua carriera e ha tratto le seguenti conclusioni: "Erano bei tempi. Ho apprezzato soprattutto la libertà di stare a casa e di poter decidere se lavorare o meno. A volte c'erano delle costrizioni [...] lavorare il giorno di Natale per fare un'illustrazione urgente". A suo avviso, i fumetti non sono propriamente arte; li vede come "un mestiere e un mezzo di espressione". Alla fine della sua intervista con la rivista, conclude con "Mi tirerete fuori dall'oblio". Inoltre, Pierre Chéry ha ottenuto il riconoscimento della pubblicazione di tutte le sue serie da parte di La Vache qui Médite, a partire dal 2013 con Jim e Heppy, e di Ouen le bûcheron, che ha pubblicato diversi suoi albi.